# Onthophagus parafasciatus
Onthophagus parafasciatus är en skalbaggsart som beskrevs av Vladimir Balthasar 1974. Onthophagus parafasciatus ingår i släktet Onthophagus och familjen bladhorningar. Inga underarter finns listade i Catalogue of Life.